# 庫氏鰍
庫氏鰍為輻鰭魚綱鯉形目鰍科的其中一種，為溫帶淡水魚，分布於亞洲土耳其Büyük Menderes Nehri及Yuvarlakçay淡水流域，體長可達4.4公分，棲息在底層水域，生活習性不明。

## 扩展阅读
維基物種上的相關：庫氏鰍